# لارینکونادا
لارینکونادا (به اسپانیایی: La Rinconada) یک شهر در پرو است که در بخش انانیا واقع شده‌است. لارینکونادا ۵۰٬۰۰۰ نفر جمعیت دارد و ۵٬۱۰۰ متر بالاتر از سطح دریا واقع شده‌است. لارینکونادا مرتفع‌ترین شهر دنیاست.

## تاریخچه
به دلیل نزدیکی نسبی به یک معدن طلا این شهر یک جمعیت حدوداً ۳۰ هزار نفری را در خود جا داده است. افزایش ۲۳۵٪ قیمت طلا بین ۲۰۰۱ تا ۲۰۰۹ باعث مهاجرت گسترده به این شهر شد. جمعیت شهر در ۲۰۰۹ به حدود ۳۰۰۰۰ نفر رسید. پس از آن جمعیت ساکنان شهر رو به کاهش گذاشت. در سرشماری ۲۰۰۷ جمعیت بخش انانیا ۲۰۵۷۴ نفر بود و در ۲۰۱۷ این عدد به ۱۲۶۱۵ نفر کاهش یافت. این در صورتی‌ست که به عنوان مثال در ۱۹۸۱ جمعیت این بخش ۲۷۰۷ بود.

## اقتصاد
اقتصاد این شهر وابسته به معدن طلایی است که در نزدیکی شهر واقع شده.
بیشتر معدنچیان این شهر ۲۵ روز از ماه را به طور مجانی کار می‌کنند و در عوض مجاز هستند تمام طلایی را که در ۵ روز دیگر ماه به دست آورده‌اند به عنوان دستمزد نزد خود نگه دارند. معدنچیان در این ۵ روز می‌توانند تمام سنگ طلایی که بر روی شانه‌های خود حمل کنند را به عنوان دستمزد از معدن بیرون ببرند و نگه‌دارند.